# Robert Traba

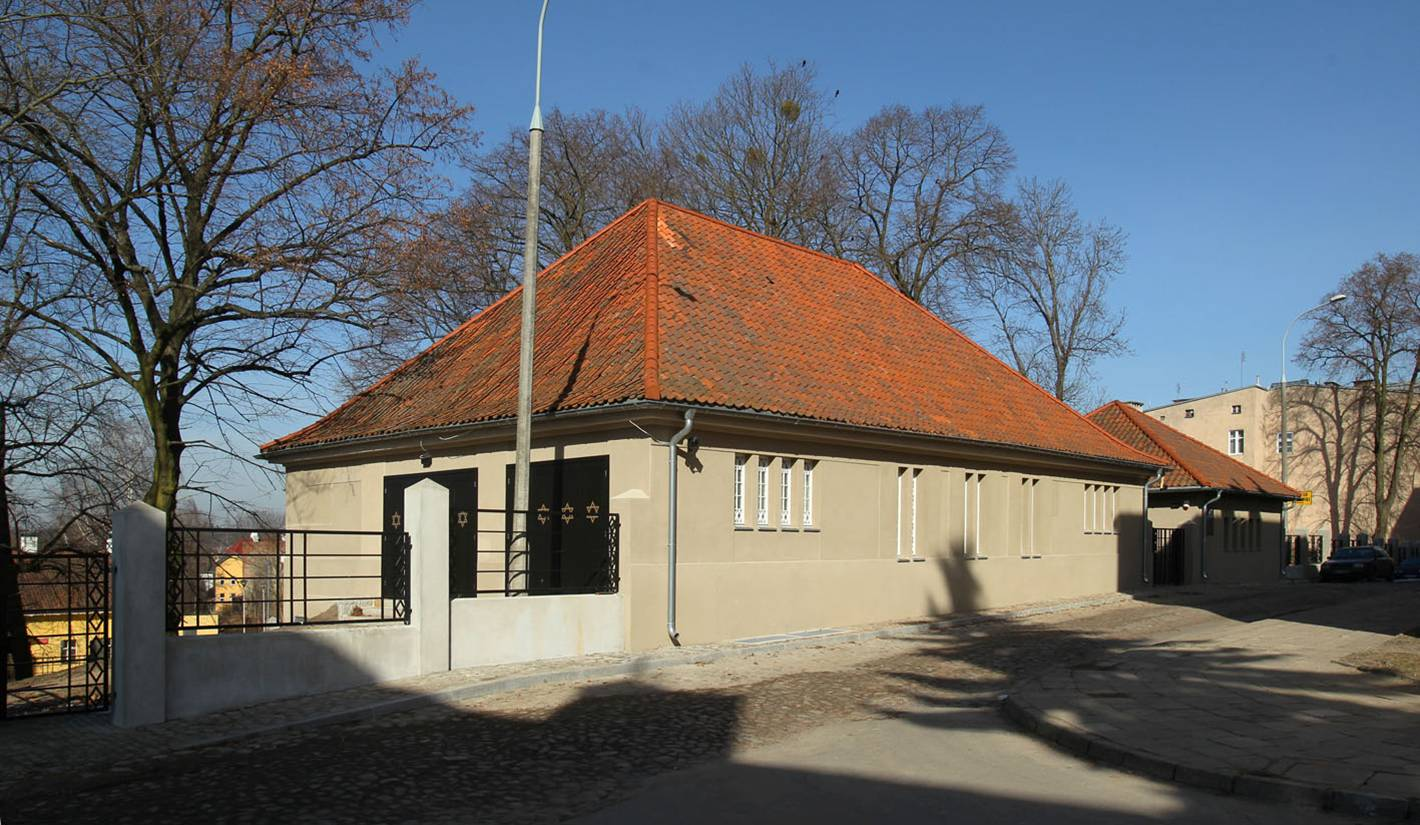
„Bet Tahara” w Olsztynie, siedziba założonej przez Roberta Trabę Wspólnoty Kulturowej Borussia

Robert Antoni Traba (ur. 26 kwietnia 1958 w Węgorzewie) – polski historyk, politolog, działacz społeczny i kulturoznawca, profesor nauk społecznych. Profesor Instytutu Studiów Politycznych Polskiej Akademii Nauk, w latach 2006–2018 dyrektor Centrum Badań Historycznych w Berlinie.

## Życiorys
Ukończył liceum ogólnokształcące w Węgorzewie, a następnie studia na Uniwersytecie Mikołaja Kopernika w Toruniu. W 1992 na podstawie napisanej pod kierunkiem Wojciecha Wrzesińskiego rozprawy zatytułowanej Niemiecki ruch katolicki na Warmii wobec spraw polskich w latach 1871–1914 na Uniwersytecie Wrocławskim uzyskał stopień naukowy doktora, a w następnych latach habilitował się. 28 listopada 2019 otrzymał tytuł naukowy profesora nauk społecznych.
Specjalizował się w historii Europy Środkowo-Wschodniej i Niemiec w XIX i XX wieku, a także badaniach polsko-niemieckiego pogranicza. Badacz takich dziedzin jak pamięć społeczna i historia kulturowa, a także historia Niemiec i Polski w XIX i XX wieku. Zajął się również takimi zagadnieniami jak historia stosowana, otwarty regionalizm, krajobraz kulturowy, akulturacja oraz pamięć kulturowa.
Był pracownikiem naukowym w Stacji Naukowej Polskiego Towarzystwa Historycznego w Olsztynie. Od 1995 do 2003 zatrudniony w Niemieckim Instytucie Historycznym w Warszawie. Został profesorem honorowym Wolnego Uniwersytetu w Berlinie. Był także profesorem w Akademii Humanistycznej w Pułtusku oraz wykładowcą na Wydziale Lingwistyki Stosowanej i Filologii Wschodniosłowiańskich Uniwersytetu Warszawskiego. Objął stanowisko profesora w Instytucie Studiów Politycznych Polskiej Akademii Nauk.
W sierpniu 2006 został powołany na dyrektora Centrum Badań Historycznych PAN w Berlinie, sprawował tę funkcję do września 2018. W 2007 objął funkcję współprzewodniczącego Polsko-Niemieckiej Komisji Podręcznikowej (pełnił ją do 2020). W ramach komisji był przewodniczącym rady ekspertów i członkiem rady zarządzającej polsko-niemieckiego projektu – drugiego na świecie bilateralnego podręcznika do nauczania historii. Został założycielem olsztyńskiego stowarzyszenia Wspólnota Kulturowa Borussia (1990) i współzałożycielem Fundacji „Borussia” (2006). W latach 1997–2017 był redaktorem naczelnym kwartalnika „Borussia”. Objął też funkcję wiceprzewodniczącego fundacji Societas Jablonoviana.
Był członkiem zarządu Fundacji Współpracy Polsko-Niemieckiej, a także wiceprzewodniczącym międzynarodowej rady Fundacji Topografia Terroru w Berlinie. Został członkiem zarządu Warmińskiego Towarzystwa Historycznego oraz członkiem rady programowej Międzynarodowego Centrum Kultury w Krakowie. W 2024 wszedł w skład rady Fundacji Współpracy Polsko-Niemieckiej (jako jej współprzewodniczący).
Kierował różnymi międzynarodowymi projektami, w ramach których m.in. powstały:
- wystawa My, berlińczycy! Wir Berliner! Polacy w rozwoju Berlina (XVIII–XXI w.)[1],
- dziewięć tomów cyklu Polsko-niemieckie miejsca pamięci / Deutsch-polnische Erinnerungsorte (wspólnie z Hansem Henningiem Hahnem)[11][12],
- publikacja Modi memorandi: leksykon kultury pamięci[13].

Z jego inicjatywy odbudowano dom przedpogrzebowy „Bet Tahara” na olsztyńskim cmentarzu żydowskim, wczesne dzieło architekta Ericha Mendelsohna; 12 stycznia 2005 „Bet Tahara” stał się siedzibą Wspólnoty Kulturowej Borussia.

## Odznaczenia i wyróżnienia
W 2011 prezydent Bronisław Komorowski odznaczył go Krzyżem Oficerskim Orderu Odrodzenia Polski. W 2009 został odznaczony Medalem Komisji Edukacji Narodowej.
W 2003 wyróżniony Medalem im. Mordechaja Anielewicza przyznawanym przez Stowarzyszenie Żydów Kombatantów i Poszkodowanych w II Wojnie Światowej za działalność i publikacje o tematyce żydowskiej. W tym samym roku otrzymał Nagrodę Polsko-Niemiecką wręczaną przez ministrów spraw zagranicznych Polski i Niemiec. W 2007 otrzymał Nagrodę im. Jerzego Giedroycia za książkę Wschodniopruskość. Tożsamość regionalna i narodowa w kulturze politycznej Niemiec.

## Życie prywatne
Żonaty z Elżbietą. Ma trzech synów: Aleksandra, Sebastiana i Krzysztofa. W 2018 opuścił Berlin i zamieszkał na stałe w Olsztynie.

## Wybrane publikacje
- Robert Traba: Kraina Tysiąca Granic, Stowarzyszenie Wspólnota Kulturowa „Borussia”, Olsztyn 2003, ISBN 83-89233-05-3.
- Robert Traba: Wschodniopruskość. Tożsamość regionalna i narodowa w kulturze politycznej Niemiec, Stowarzyszenie Wspólnota Kulturowa „Borussia”, Olsztyn 2007, ISBN 978-83-89233-36-3.
- Robert Traba: My, berlińczycy!, Koehler & Amelang, Lipsk 2009, ISBN 978-3-7338-0370-4.
- Robert Traba: Przeszłość w teraźniejszości, Wydawnictwo Poznańskie, Poznań 2009, ISBN 978-83-7177-627-4.
- Robert Traba: Ostpreußen – die Konstruktion einer deutschen Provinz: eine Studie zur regionalen und nationalen Identität 1914–1933 (tłum. Peter Oliver Loew), Fibre Verlag, Osnabrück 2010.
- Robert Traba: The Past in the Present (tłum. Alex Shannon, Peter Lang), Peter Lang Edition, Frankfurt nad Menem 2015.
- Robert Traba: Der Politische Katholizismus im Ermland. Eine Studie zur deutsch-polnischen Beziehungen 1871–1914 (tłum. Matthias Barelkowski i Jan Obermeier), Aschendorf Verlag, Münster 2016.
- Robert Traba, Enrico Heitzer, Günter Morsch, Katarzyna Woniak (red.): Muzea martyrologiczne w Polsce i Niemczech: pamięć – edukacja – turystyka, Instytut Studiów Politycznych PAN, Warszawa 2018.
- Robert Traba, Enrico Heitzer, Günter Morsch, Katarzyna Woniak (red.): W cieniu Norymbergi. Transnarodowe ściganie zbrodni nazistowskich, Instytut Studiów Politycznych PAN, Warszawa 2019.
- Robert Traba, Stephan Lehnstaedt: Akcja „Reinhardt”. Historia i upamiętnienie, Neriton, Warszawa 2019.